# ФК «Спарта» (Прага) в сезоні 1928—1929
Сезон ФК «Спарта» (Прага) 1928—1929 — сезон чехословацького футбольного клубу «Спарта». У чемпіонаті Чехословаччини команда посіла третє місце. У Середньочеському кубку команда дійшла до фіналу, де поступилась у фіналі «Славії». 

## Склад команди
| № | Поз. | Нац.           | Гравець             |
| - | ---- | -------------- | ------------------- |
|   | ВР   | Чехословаччина | Франтішек Гохманн   |
|   | ВР   | Чехословаччина | Владімір Бєлік      |
|   | ЗХ   | Чехословаччина | Ярослав Бургр       |
|   | ЗХ   | Чехословаччина | Антонін Гоєр        |
|   | ЗХ   | Чехословаччина | Антонін Пернер      |
|   | ЗХ   | Чехословаччина | Рудольф Долейши     |
|   | ПЗ   | Чехословаччина | Франтішек Коленатий |
|   | ПЗ   | Чехословаччина | Карел Пешек-Кадя    |
|   | ПЗ   | Чехословаччина | Антонін Царван      |
|   | ПЗ   | Чехословаччина | Ян Кноблох-Маделон  |
|   | ПЗ   | Чехословаччина | Фердинанд Гайний    |
|   | ПЗ   | Чехословаччина | Ян Павлін           |

| № | Поз. | Нац.           | Гравець         |
| - | ---- | -------------- | --------------- |
|   | НП   | Чехословаччина | Йозеф Сильний   |
|   | НП   | Чехословаччина | Йозеф Малоун    |
|   | НП   | Австрія        | Йозеф Горейс    |
|   | НП   | Чехословаччина | Йозеф Мицлік    |
|   | НП   | Чехословаччина | Евжен Веселий   |
|   | НП   | Чехословаччина | Адольф Патек    |
|   | НП   | Чехословаччина | Ян Смолка       |
|   | НП   | Чехословаччина | Антонін Мудрий  |
|   | НП   | Чехословаччина | Ярослав Ладман  |
|   | НП   | Чехословаччина | Антонін Їран    |
|   | НП   | Чехословаччина | Франтішек Кухта |
|   | НП   | Чехословаччина | Малковський     |

## Чемпіонат Чехословаччини

### Підсумкова таблиця
|   | Турнірна таблиця     | М  | В  | Н | П  | МЗ | МП | О  |
| - | -------------------- | -- | -- | - | -- | -- | -- | -- |
| 1 | Славія (Прага)       | 12 | 10 | 1 | 1  | 47 | 15 | 21 |
| 2 | Вікторія (Жижков)    | 12 | 8  | 2 | 2  | 41 | 20 | 18 |
| 3 | Спарта (Прага)       | 12 | 5  | 3 | 4  | 32 | 21 | 13 |
| 4 | Богеміанс (Прага)    | 12 | 6  | 0 | 6  | 33 | 31 | 12 |
| 5 | Кладно               | 12 | 4  | 2 | 6  | 20 | 30 | 10 |
| 6 | Чехія Карлін (Прага) | 12 | 2  | 3 | 7  | 11 | 29 | 7  |
| 7 | Лібень               | 12 | 1  | 1 | 10 | 13 | 50 | 3  |

### Склад
| «Спарта» Воротарі: Владімір Бєлік (1/0/-), Франтішек Гохманн (-/0/-). Захисники: Ярослав Бургр (-/0), Антонін Гоєр (-/1), Антонін Пернер (-/1), Рудольф Долейши (-/0). Півзахисники: Антонін Царван (-/0), Фердинанд Гайний (-/2), Ян Кноблох-Маделон (-/0), Франтішек Коленатий (-/1), Карел Пешек-Кадя (-/0), Ян Павлін (4/1). Нападники: Антонін Їран (-/5), Йозеф Малоун (-/0), Йозеф Мицлік (-/3), Антонін Мудрий (-/0), Адольф Патек (-/7), Йозеф Сильний (-/6), Ян Смолка (-/0), Ярослав Ладман (-/2), Франтішек Кухта (-/0), Малковський (-/2), Евжен Веселий (1/0). Невідома позиція: Леопольд Маншик (-/0), Ярослав Козел (-/0). Тренер: Джон Дік. |

## Середньочеський кубок
Формально це був розіграш 1928 року, але два перегравання фіналу відбулись у 1929.
1/2 фіналу
- «Спарта» (Прага) — «Вікторія» (Жижков) - 3:1[1].

Фінал
| 2 грудня 1928 |

| «Спарта» (Прага) | 1 — 1 | «Славія» (Прага) |
| ---------------- | ----- | ---------------- |
| Сильний          |       | Свобода          |

| Прага Глядачів: 14 000 Арбітр: Дубень |

Перегравання фіналу
| 9 травня 1929 |

| «Славія» (Прага) | 1 — 1 | «Спарта» (Прага) |
| ---------------- | ----- | ---------------- |
| Юнек             |       | Патек            |

| Прага Глядачів: 15 000 Арбітр: Чрдле |

Друге перегравання фіналу
| 6 листопада 1929 |

| «Спарта» (Прага) | 2 — 3 | «Славія» (Прага)    |
| ---------------- | ----- | ------------------- |
| Мудрий Сильний   |       | Водічка Свобода Пуч |

| Прага Глядачів: 14 000 Арбітр: Фроунд |

## Товариські матчі
травень 1929. AC Sparta Praha-Huddersfield Town - 3-2